# Pseudorhaphitoma heptagona
Pseudorhaphitoma heptagona is een slakkensoort uit de familie van de Mangeliidae. De wetenschappelijke naam van de soort is voor het eerst geldig gepubliceerd in 1871 door Dunker.